# Catfish Rising
Catfish Rising es el decimonoveno álbum lanzado en 1991 por el grupo de rock progresivo Jethro Tull.
Según algunos críticos, sería el mejor disco del grupo de los 90. Después de los últimos años, las canciones de la banda vuelven a rebosar de energía y entusiasmo, aunque las letras sean más banales.
El álbum muestra influencias tardías de los Dire Straits.
En septiembre de 2006 se publicó una reedición con dos temas extras: "Night in the Wilderness", una cara B de la publicación oficial de 1991, y "Jump Start (live)" una grabación en directo en el Teatro Tower del 25 de noviembre de 1987, que también fue cara B de una edición inglesa de "This is not Love".
En el álbum pirata (bootleg) Gold Tipped Boots (2000) se recogen algunas de las canciones de este álbum, interpretadas en vivo, en una grabación realizada el 20 de agosto de 1991 en Electric Lady Studios.

## Puesto en las listas de éxitos
- Puesto en las listas de EE. UU.: 88.
- Puesto en las listas de UK: 27.

## Lista de temas
| #   | Título                                    | Autor          | Interpretaciones | Tiempo |
| --- | ----------------------------------------- | -------------- | ---------------- | ------ |
| 1.  | "This is not Love"                        | (Ian Anderson) |                  | 3:57   |
| 2.  | "Occasional Demons"                       | (Ian Anderson) |                  | 3:49   |
| 3.  | "Roll Yer Own"                            | (Ian Anderson) |                  | 4:26   |
| 4.  | "Rocks on the Road"                       | (Ian Anderson) |                  | 5:32   |
| 5.  | "Sparrow on the Schoolyard Wall"          | (Ian Anderson) |                  | 5:22   |
| 6.  | "Thinking Round Corners"                  | (Ian Anderson) |                  | 3:32   |
| 7.  | "Still Loving You Tonight"                | (Ian Anderson) |                  | 4:32   |
| 8.  | "Doctor to my Disease"                    | (Ian Anderson) |                  | 4:35   |
| 9.  | "Like a Tall Thin Girl"                   | (Ian Anderson) |                  | 3:38   |
| 10. | "White Innocence"                         | (Ian Anderson) |                  | 7:44   |
| 11. | "Sleeping with the Dog"                   | (Ian Anderson) |                  | 4:26   |
| 12. | "Gold-Tipped Boots, Black Jacket and Tie" | (Ian Anderson) |                  | 3:41   |
| 13. | "When Jesus Came to Play"                 | (Ian Anderson) |                  | 5:05   |